# Praça da Matriz (São João de Meriti)
A Praça da Matriz, oficialmente Praça Getúlio Vargas, é uma praça situada no bairro do Centro, na cidade fluminense de São João de Meriti. Localiza-se no cruzamento da Rua da Matriz com a Rua Gessyr Gonçalves Fontes.
Foi inaugurada em 10 de março de 1891. Em frente à praça situa-se a Paróquia São João Batista, também conhecida como Igreja da Matriz, seu principal ponto de referência. O logradouro foi batizado oficialmente como Praça Getúlio Vargas em 1953 após uma reforma. A praça conta com bancos e quiosques equipados com mesas para prática de jogos de cartas. Até 2022 a praça também contava com um chafariz, demolido menos de dois anos após ser revitalizado e transformado em jardim suspenso por iniciativa da Prefeitura de São João de Meriti.